# Еникеев, Нигматулла Салимгараевич
Нигматулла Салимгараевич Еникеев (1893 — 1971) — советский военный деятель, политработник, бригадный комиссар.

## Биография
Родился в 1893 году в д. Новая Каргала Белебеевского уезда Уфимской губернии, выходец из крестьянской семьи, татарин.
Обучался в медресе «Хусаиния» в Оренбурге.

### Служба в Русской императорской армии
В царской армии с 1914 года. Служил в 152-м запасном пехотном полку в Белебее командиром отделения, заместителем командира взвода. Дослужился до звания старшего унтер-офицера.

### Служба в Красной армии
После Октябрьской революции был избран в состав Белебеевского уездного Совета. В 1918 году, будучи членом мусульманского комиссариата Пермской губернии, участвовал в формировании мусульманских рот, батальонов и 21-го стрелкового мусульманского полка РККА в Перми.
В марте 1919 года вступил в РКП(б), записался добровольцем в РККА и стал сотрудником мусульманского подотдела политотдела РВС 1-й армии Восточного фронта.
С августа 1919 по сентябрь 1920 года — заведующий политотделом 1-й отдельной Приволжской татарской стрелковой бригады.
Начальник политуправления народного военного назирата Бухарской народной советской республики.
В 1921 году — лектор Коммунистического университета трудящихся Востока им. И. В. Сталина в Москве.
В 1923—1926 годах — начальник, комиссар Центральной тюркской военно-политической школы в Казани.
В 1926—1935 годах — комиссар и начальник политотдела 6-й Объединенной татаро-башкирской военной школы им. ЦИК ТАССР.
В 1936 году окончил двухгодичные курсы марксизма-ленинизма при ЦК ВКП(б).
В 1936 году назначен комиссаром и начальником политотдела Омского военного училища имени М. В. Фрунзе.
Член ЦИК ТАССР 4–6‑го (1923–1927) и 8–9‑го (1928–1934) созывов, Президиума ЦИК ТАССР 10‑го созыва (1934–1936).

## Арест, оправдание, освобождение
Находился под следствием с 22 декабря 1937, обвинялся по статье 58 УК РСФСР, пп. 2 и 11 по 4 декабря 1939 года. Приговором военного Трибунала ПРИВО был оправдан за полной необоснованностью предъявленных обвинений.
В 1940 году, после оправдания и освобождения, демобилизовался из армии по состоянию здоровья. В последующие годы работал на разных административно-хозяйственных должностях в Узбекистане.

## Награды
Карманный пистолет «Маузер» № 354221 с надписью «Стойкому защитнику пролетарской революции от РВС СССР» как награда к Х-летию РККА за проявленное мужество, энергию и решительность в борьбе трудящихся против врагов Социалистического отечества в должности начальника политотдела 1-й Татарской стрелковой бригады в июле 1920 года при разоружении отряда курбаши Ахунджана в г.Андижане; грамота № 250 от 23 февраля 1928 года, подписанная заместителем народного комиссара по военным и морским делам и председателем Революционного военного Совета Союза ССР т. И. С. Уншлихтом.